# 1919-es indianapolisi 500
A 7. alkalommal megrendezett Indianapolisi 500 mérföldes versenyt 1919. május 31-én rendezték meg.
| Helyezés | Rajthely | Rajtszám | Versenyző           | Qual    | Rank | Körök száma | Élen | Kiesés oka   |
| -------- | -------- | -------- | ------------------- | ------- | ---- | ----------- | ---- | ------------ |
| 1        | 2        | 3        | Howdy Wilcox        | 100.010 | 7    | 200         | 98   | Running      |
| 2        | 8        | 14       | Eddie Hearne        | 94.500  | 19   | 200         | 0    | Running      |
| 3        | 22       | 6        | Jules Goux          | 95.000  | 15   | 200         | 0    | Running      |
| 4        | 3        | 32       | Albert Guyot        | 98.300  | 9    | 200         | 0    | Running      |
| 5        | 28       | 26       | Tom Alley           | 92.200  | 27   | 200         | 0    | Running      |
| 6        | 4        | 4        | Ralph DePalma       | 98.200  | 10   | 200         | 93   | Running      |
| 7        | 12       | 7        | Louis Chevrolet     | 103.100 | 2    | 200         | 9    | Running      |
| 8        | 10       | 27       | Ira Vail            | 94.100  | 22   | 200         | 0    | Running      |
| 9        | 27       | 21       | Denny Hickey        | 92.500  | 26   | 200         | 0    | Running      |
| 10       | 16       | 41       | Gaston Chevrolet    | 100.400 | 6    | 200         | 0    | Running      |
| 11       | 1        | 31       | René Thomas         | 104.700 | 1    | 200         | 0    | Running      |
| 12       | 9        | 8        | Earl Cooper         | 94.250  | 20   | 200         | 0    | Running      |
| 13       | 29       | 23       | Elmer T. Shannon    | 91.700  | 28   | 200         | 0    | Running      |
| 14       | 26       | 17       | Ora Haibe           | 92.800  | 25   | 200         | 0    | Running      |
| 15       | 32       | 37       | André Boillot       | 89.500  | 32   | 195         | 0    | Crash BS     |
| 16       | 21       | 48       | Ray Howard          | 95.000  | 16   | 130         | 0    | Oil pressure |
| 17       | 23       | 22       | Wilbur D'Alene      | 94.200  | 21   | 120         | 0    | Axle         |
| 18       | 25       | 15       | Louis LeCocq        | 92.900  | 24   | 96          | 0    | Crash T2     |
| 19       | 7        | 29       | Art Klein           | 94.900  | 18   | 70          | 0    | Oil line     |
| 20       | 11       | 19       | Charles Kirkpatrick | 90.000  | 30   | 69          | 0    | Rod          |
| 21       | 6        | 33       | Paul Bablot         | 94.900  | 17   | 63          | 0    | Baleset      |
| 22       | 5        | 10       | Eddie O'Donnell     | 97.300  | 13   | 60          | 0    | Piston       |
| 23       | 24       | 12       | Kurt Hitke          | 93.500  | 23   | 56          | 0    | Rod bearing  |
| 24       | 20       | 1        | Cliff Durant        | 96.500  | 14   | 54          | 0    | Steering     |
| 25       | 31       | 9        | Tommy Milton        | 89.900  | 31   | 50          | 0    | Rod          |
| 26       | 13       | 34       | Louis Wagner        | 101.700 | 3    | 44          | 0    | Broken wheel |
| 27       | 18       | 18       | Arthur Thurman      | 98.000  | 11   | 44          | 0    | Crash T3     |
| 28       | 30       | 43       | Omar Toft           | 91.500  | 29   | 44          | 0    | Rod          |
| 29       | 15       | 2        | Ralph Mulford       | 100.500 | 5    | 37          | 0    | Driveshaft   |
| 30       | 33       | 36       | J. J. McCoy         | 86.500  | 33   | 36          | 0    | Oil line     |
| 31       | 14       | 39       | Joe Boyer           | 100.900 | 4    | 30          | 0    | Rear axle    |
| 32       | 17       | 5        | W. W. Brown         | 99.800  | 8    | 14          | 0    | Rod          |
| 33       | 19       | 28       | Roscoe Sarles       | 97.700  | 12   | 8           | 0    | Rocker arm   |